# 호르달란주

호르달란주의 위치

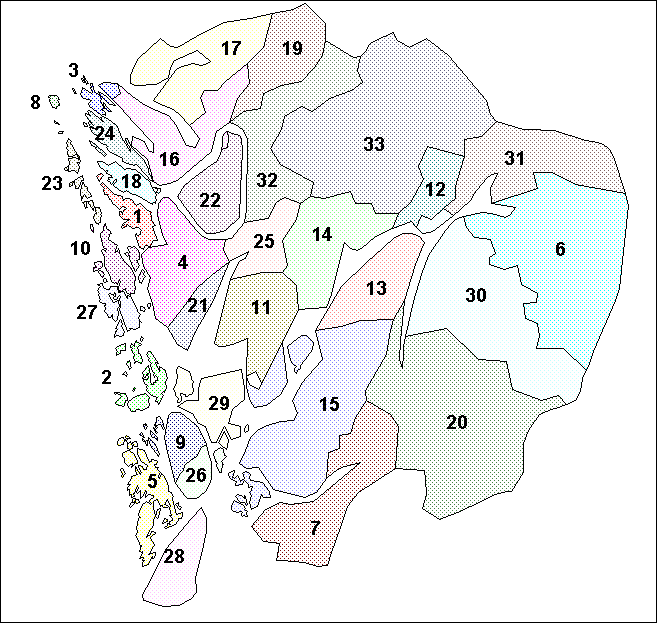
호르달란주의 지방 자치체

호르달란주(노르웨이어: Hordaland fylke)는 노르웨이 남서부에 위치했던 폐지된 주이다. 주도는 베르겐이며 면적은 15,460km2, 인구는 515,000명(2014년 기준), 인구 밀도는 33명/km2이다. 북쪽으로는 송노피오라네주, 동쪽으로는 부스케루주, 남동쪽으로는 텔레마르크주, 남쪽으로는 로갈란주, 서쪽으로는 북해와 접한다. 33개 지방 자치체를 관할했다. 1972년 호르달란주에 통합되기 이전까지 베르겐은 별개의 주로 있었다.
2020년 1월 1일부로 송노피오라네주와 통폐합되어 베스틀란주가 신설되면서 폐지되었다.

호르달란주의 문장

## 인구
| 연도                       | 인구    | ±%      |
| -------------------------- | ------- | ------- |
| 1769                       | 63,757  | —       |
| 1900                       | 205,771 | +222.7% |
| 1950                       | 308,164 | +49.8%  |
| 1960                       | 338,265 | +9.8%   |
| 1970                       | 369,430 | +9.2%   |
| 1980                       | 388,084 | +5.0%   |
| 1990                       | 407,427 | +5.0%   |
| 2000                       | 435,219 | +6.8%   |
| 2010                       | 477,175 | +9.6%   |
| 2014                       | 508,500 | +6.6%   |
| Source: Statistics Norway. |         |         |